# Ethmia bipunctella
Ethmia bipunctella ist ein Schmetterling (Nachtfalter) aus der Familie der Depressariidae, vormals eine Unterfamilie der Grasminiermotten (Elachistidae).

## Merkmale
Die Falter erreichen eine Flügelspannweite von 19 bis 28 Millimeter. Sitzende Falter rollen die Flügel um den Körper herum. Die costale Hälfte der Vorderflügel ist schwarz, die andere Hälfte einschließlich des Flügelinnen- und Außenrandes ist weiß. Der Verlauf der Grenzlinie zwischen schwarzem und weißem Bereich ist nur wenig variabel. Das Schwarz erreicht in der Mitte den Flügelaußenrand, der Innenwinkel ist weiß. Eine Reihe schwarzer Striche verläuft entlang der Saumlinie. Von oben gesehen befinden sich auf beiden Seiten des Thorax drei schwarze Punkte.

## Verbreitung
Ethmia bipunctella ist in Europa und Nordamerika verbreitet.

## Biologie
Die Raupen leben in feinen Gespinsten und fressen an den Blüten und Blättern von Gewöhnlichem Natternkopf (Echium vulgare), Gewöhnlicher Hundszunge (Cynoglossum officinale) und anderen Arten von Raublattgewächsen. Dazu zählen Arten aus den Gattungen Anchusa, Cynoglossum, Echium, Lithospermum,  Symphytum. Die Raupen verpuppen sich in abgestorbenen Stängeln oder verrottendem Holz. Die Art bildet zwei Generationen im Jahr, die von Ende April bis Ende Juni und von August bis September fliegen. Die Falter kommen ans Licht.

## Systematik
Aus der Literatur sind folgende Synonyme bekannt:
- Alucita bipunctella Fabricius, 1775
- Tinea echiella Denis & Schiffermüller, 1775
- Tinea hochenwartiella Rossi, 1790

## Bilder

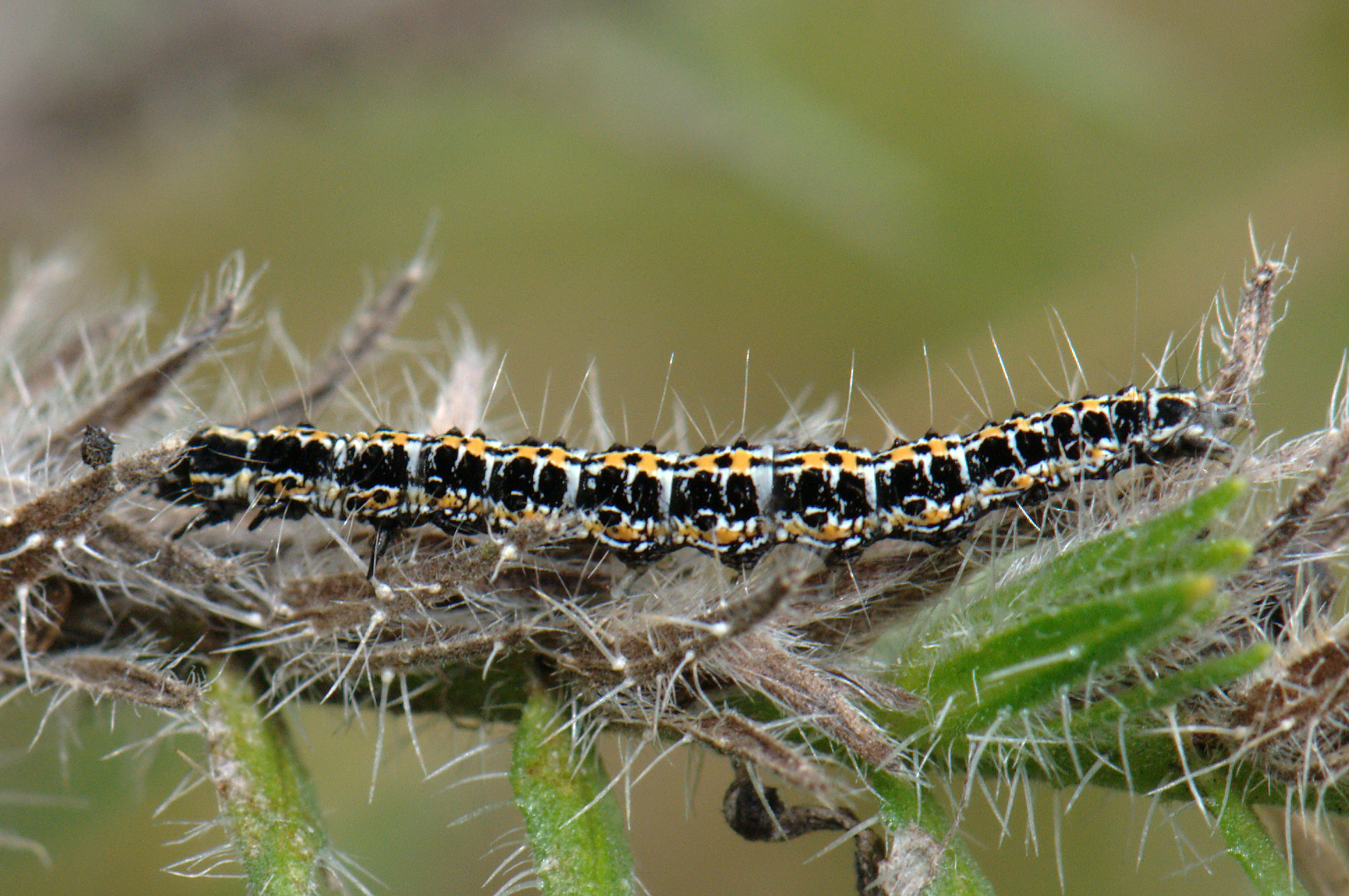
Raupe auf Echium vulgare
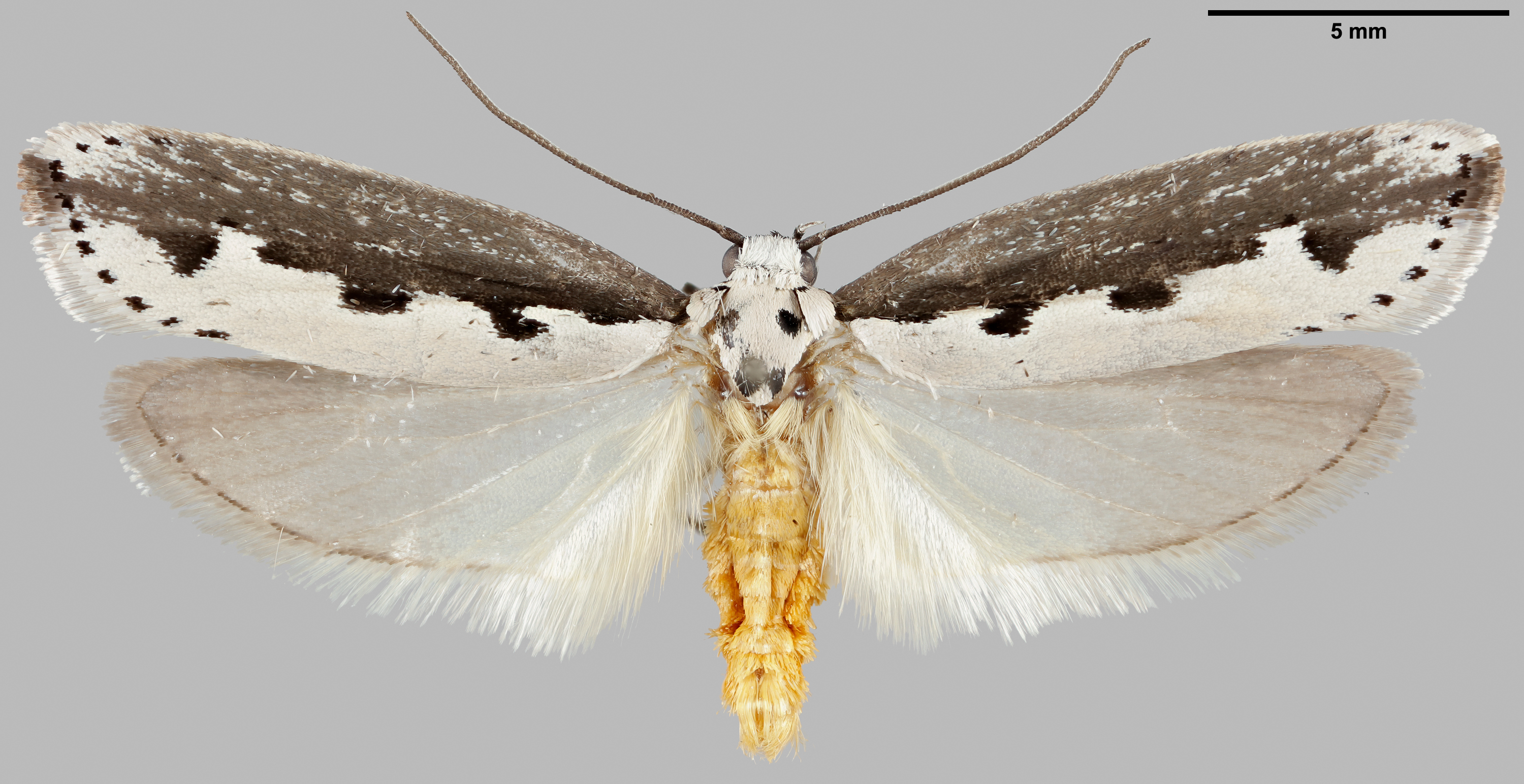
Gespanntes männliches Exemplar
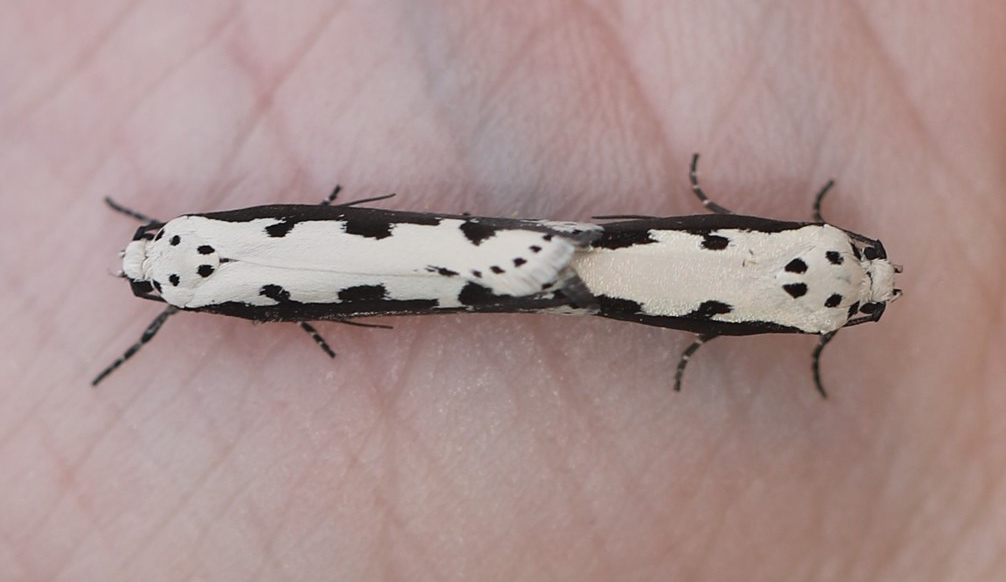
Kopula
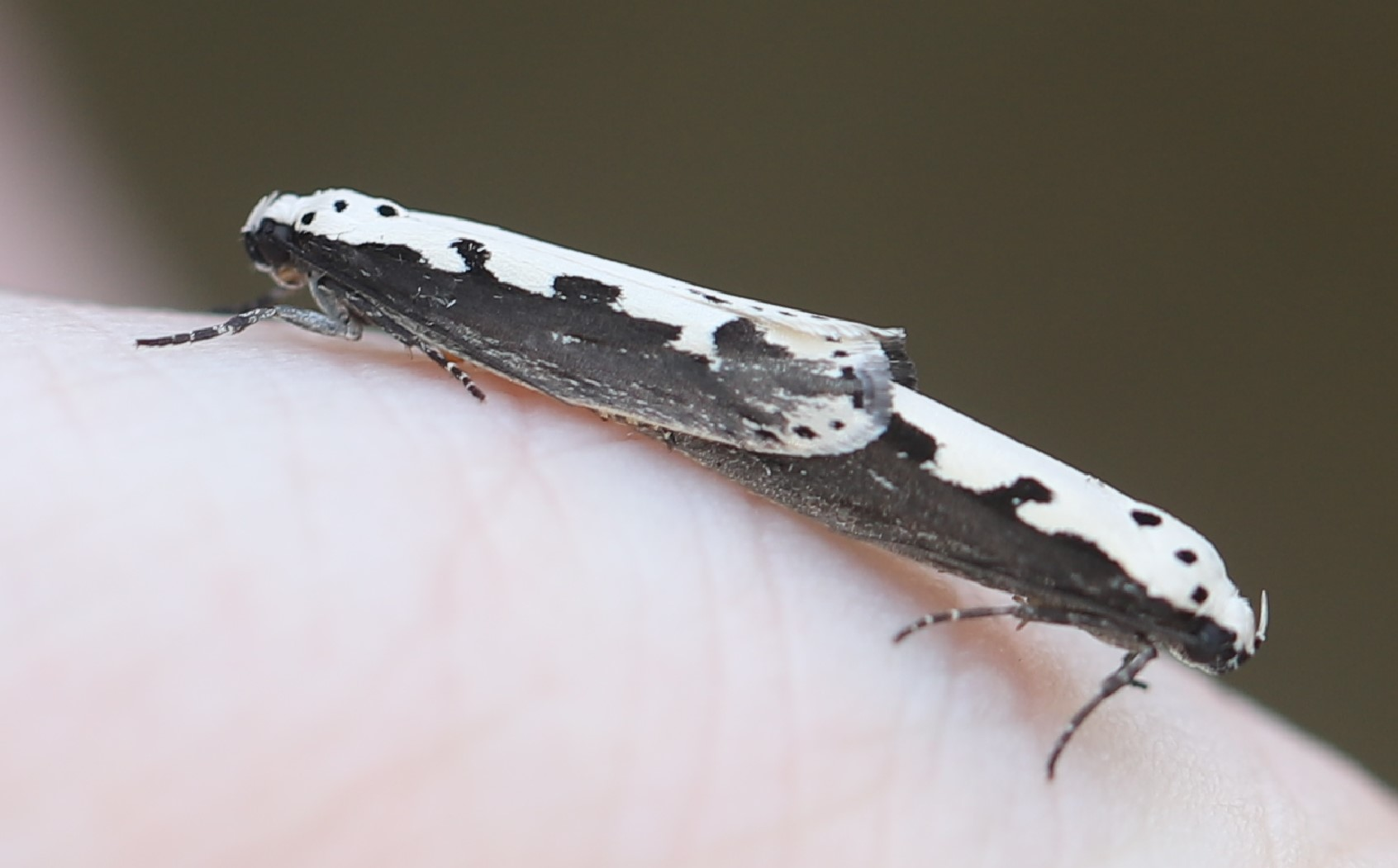
Kopula